# 自動車事故対策機構
独立行政法人自動車事故対策機構（じどうしゃじこたいさくきこう、英語: National Agency for Automotive Safety & Victims' Aid）は、自動車事故の発生防止およびその被害者への援護を主な目的とした、国土交通省所管の独立行政法人である。その運営形態、業務範囲などは独立行政法人自動車事故対策機構法によって定められている。略称はNASVA（ナスバ）だが、前身となる法人を含め、主に運輸業界からは事故対（じこたい）とも呼ばれる。本部は東京都墨田区にあり、日本国政府の特殊法人自動車事故対策センターの業務を承継して、2003年に設立された。

## 概要
「守る」「防ぐ」「支える」をスローガンに自動車事故防止と自動車事故被害者支援を業務の柱としている。
- 守る：安全な車選びのため、自動車アセスメント情報を公開
- 防ぐ：事故の防止のために、各種講習を実施
- 支える：事故被害者の支援のために、各種資金提供および療護施設を設置運営

前身は、1973年に政府出資の特殊法人として発足した自動車事故対策センターである。1960年代後半から1970年代前半は「交通戦争」とも呼ばれるほどに交通事故と事故による死傷者が急増し、1971年には交通事故による死亡者が1万6000人を超える事態となった。そこで同年、交通安全対策基本法が制定され、対策に取り組むこととなった。
1971年に第1次交通安全基本計画が作成され、1973年の第71回国会にて「自動車事故対策センター法」（昭和48年法律第65号）が制定されたことを受けて、自動車事故の発生防止および被害者保護を目的として同センターが設立された。
その後、独立行政法人制度の導入により、2003年に同センターの事業を承継して独立行政法人自動車事故対策機構として発足した。

## 略歴

### 自動車事故対策センター

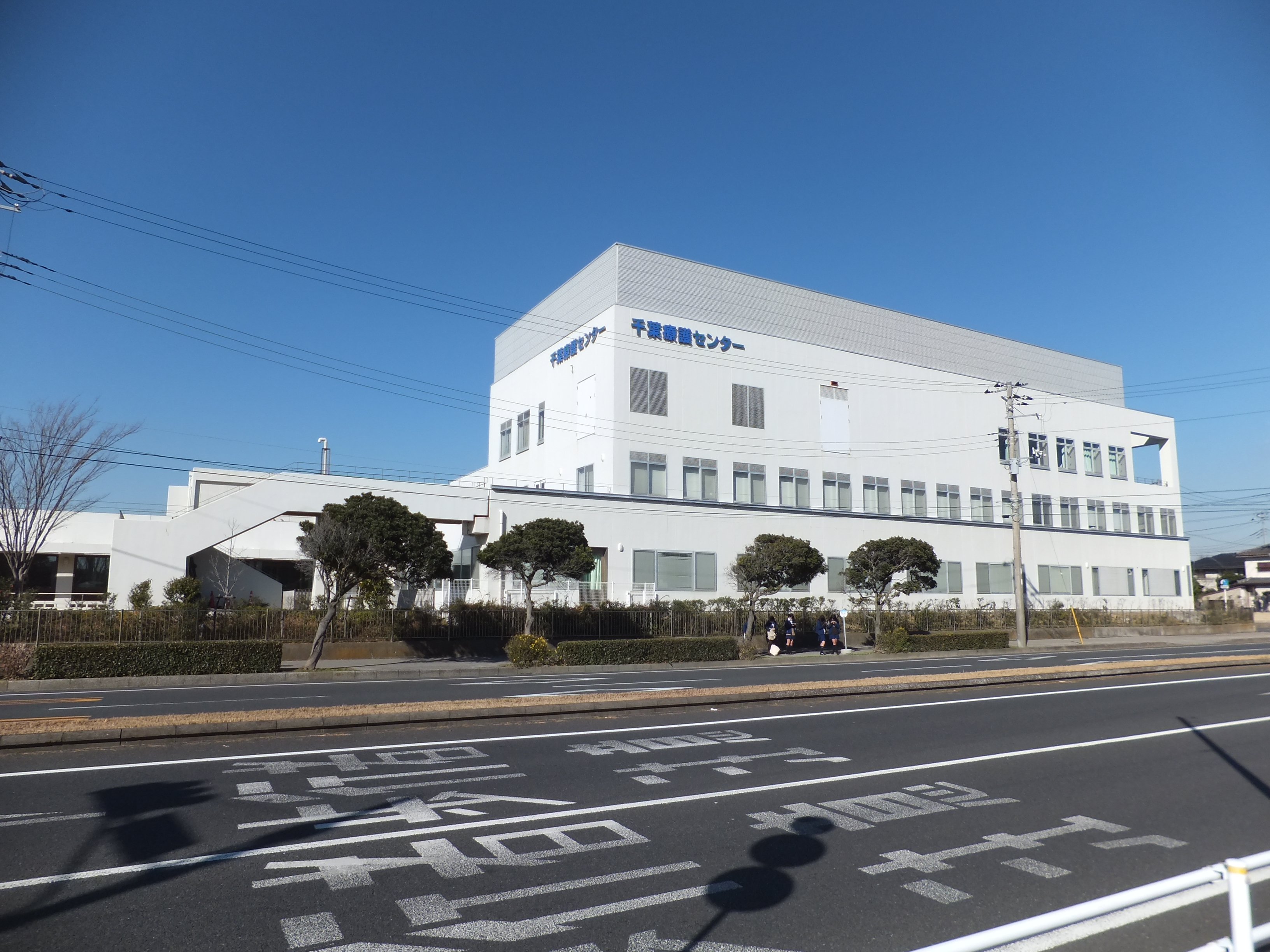
千葉療護センター

- 1973年 - 自動車事故対策センター設立
- 1983年 - 千葉療護センター設置
- 1989年 - 東北療護センター業務開始
- 1994年 - 岡山療護センター業務開始
- 1996年 - 自動車安全情報提供事業（フルラップ前面衝突試験およびブレーキ性能試験）開始
- 1999年 - 自動車アセスメント情報提供事業開始
- 2001年 - 中部療護センター業務開始

### 自動車事故対策機構
- 2002年 - 独立行政法人自動車事故対策機構法公布
- 2003年 - 独立行政法人自動車事故対策機構設立（自動車事故対策センター解散）

## 組織
本部と9か所の主管支所からなり、9主管支所に属する41か所の支所がある。各都道府県に1か所の主管支所もしくは支所が設置されている（北海道のみ1主管支所と3支所が設置されている）。

### 組織概要
役員
- 理事長
- 理事
- 監事

本部
- 内部監査室（理事長直属）
- 審議役
- 総務部
- 企画部
- 経理部
- 安全指導部
- 被害者援護部
- 自動車アセスメント部

地方機関
- 運輸安全マネジメント事業部

主管支所
- 札幌主管支所
- 仙台主管支所
- 新潟主管支所
- 東京主管支所
- 名古屋主管支所
- 大阪主管支所
- 広島主管支所
- 高松主管支所
- 福岡主管支所

## 安全な車選び
市販車の安全性能評価試験と市販のチャイルドシートについての安全性能評価試験を行い、その結果を公表している。
自動車に関しては、事故が起きた後の安全性を評価する自動車アセスメント、事故を予防する性能を評価する予防安全アセスメントが行われている。
チャイルドシートに関しては、前面衝突試験（乳児用、幼児用）および使用性評価試験を実施している。
これらの情報は、公式ウェブサイトで公開するとともに、無料パンフレットを作成して配付している。

## 事故の防止
全国50支所で、運行管理者等の指導講習および運転者適性診断を実施している。

## 運行管理者基礎講習
- 運行管理者になろうとする者および運行管理者国家試験の受験資格を得ようとする者が受講する講習会である。
- 受講料は8900円（旅客・貨物同額）。受講料は、当日持参である。
- 運行管理者手帳がある場合は、手帳持参。運行管理者手帳がない場合は、初日に写真（縦 3×横 2.4cm、裏面に氏名を記入）を持参。亡失の場合は、運転免許証等身分証明書（本人確認のため）と写真および再発行料（500円）を持参。
- 本人確認のため、氏名・住所が記載された写真付き身分証明証（書）の提示が初日に行われる。

### カリキュラムと時間数（NASVA主催分）
| 講義内容                           | 時間数 |
| ---------------------------------- | ------ |
| 開講挨拶                           | 20分   |
| 自動車運送事業に関する法令について | 100分  |
| 道路交通法                         | 60分   |
| 薬物乱用の防止                     | 50分   |
| 労働基準に関する法令               | 50分   |
| 運行管理者の業務について           | 200分  |
| 自動車運転者の車輛管理について     | 50分   |
| 自動車運転者の指導教育について     | 50分   |
| 運行管理の実務について             | 80分   |
| 飲酒運転の防止                     | 30分   |
| 運行管理業務の関連法令等について   | 50分   |
| 修了試問                           | 45分   |
| 修了試問の解説および補足事項       | 70分   |
| 修了証書交付・閉講挨拶             |        |

- 修了試問は最終日（3日目）に実施されることが多い。

## 交通事故被害者ホットライン
- 「NASVA（ナスバ）交通事故被害者ホットライン」（ナビダイヤル 0570-000-738）

交通事故の被害者やその家族に、加害者との折衝、被害の補償、後遺障害に伴う治療・介護、子弟の生活扶助などの法律的事項や経済的保障に関する様々な問題の相談先を知らせるために、電話による無料の相談先案内を行っている。専任オペレーターが個別対応し、ナビダイヤル採用により、全国同一の通話料金を実現している。

## 事故被害者の支援
- 交通遺児等貸付

交通事故により保護者が死亡あるいは重度後遺障害となり、経済的困窮に陥った子弟の健全な育成を図るために、ゼロ歳児から中学校在学者までの交通遺児等を対象として無利子の育成資金貸付を行っている。また、この貸付金を利用している交通遺児等とその家族を会員とする「友の会」を設け、「友の会の集い」など様々な行事や活動を通じた精神的支援を行っている。
- 重度後遺障害者の援護

交通事故による脳損傷によって重度の後遺障害が残り、治療と常時介護が必要となった者のうち、特に症状が重い者を対象に、高度先進医療機器を用いた検査結果をもとに、治療と看護を行う専門病院として全国4か所に療護施設を設置・運営している。また、全国2か所の一般病院に同様の療護施設機能を有する委託病床を設置している。
- 療護センター
  - 東北療護センター（仙台市）
  - 千葉療護センター（千葉市）
  - 中部療護センター（岐阜県美濃加茂市）
  - 岡山療護センター（岡山市）

- 介護料の支給

交通事故により脳、脊髄または胸腹部臓器に損傷を受けたために、重度の後遺障害が残り、移動・食事・排泄などの日常生活動作に常時または随時の介護が必要となった者を対象に、介護料の支給および入院費用の助成を行っている。